# チャールズ・デチャント
- チャールズ・デシャント

チャールズ・デチャント （Charles DeChant）は、アメリカのサックス奏者、キーボード奏者。ホール＆オーツとの関係で知られる。

## キャリア
1945年6月10日にフロリダ州にドイツ系、フランス系の家庭に生まれる。
1976年からホール＆オーツのバンドで演奏をした。よく知られている彼のサックス・ソロは、ホール＆オーツの曲「ワン・オン・ワン」「マンイーター」、エクステンド・バージョンの「セイ・イット・イズント・ソー」、「アイ・キャント・ゴー・フォー・ザット」、「メソッド・オブ・モダン・ラヴ」などのサックス演奏、そして「プライベート・アイズ」におけるキーボード演奏のプレイである。
デチャントはまた、彼の地元フロリダ州オーランドのいくつかのローカル・バンドとも共演している。また彼は、フルート、ピアノ、ギターも演奏する。
ホール＆オーツとのレコーディングやツアーのかたわら、デチャントはミック・ジャガー、テンプテーションズ、ティナ・ターナー、ビリー・ジョエル、ボニー・レイット、などの他のスターたちとも共演している。デチャントは2010年代を通してホール＆オーツとツアーをして、ときにはLive from Daryl's Houseのダリル・ホール・バンドのメンバーをしてきた。
デチャントは今はライター、プロデューサー、ソロ・アーティストでもあり、またサックスのオンライン講習の講師を頼まれることもある。

## External links
- "Mr Casual" Charlie DeChant (Official Site)
- Daryl Hall & John Oates talk about 'Mr Casual' Charlie DeChant
- "Maneater" video
- "I Can't Go for That (No Can Do)" video